# Jacopo
Jacopo  è un nome proprio di persona italiano maschile.

## Varianti
- Maschili: Iacopo[1][2][3], Giacobbe[1], Giacomo[1]
  - Alterati: Jacopino, Jacopone[1], Iacopino[1][3], Iacobino[3], Iacopone[1]
  - Ipocoristici: Coppo[3], Iaco[3], Lapo[2][3], Pino[3], Bino[3], Puccio[3], Pazzo[4], Pazzino[4]
- Femminili: Jacopa[1], Iacopa[1][3]
  - Alterati:, Jacopina, Jacopona[1], Iacopina[1], Iacopona[1]
  - Ipocoristici: Pina

## Origine e diffusione
Si tratta di varianti arcaiche del nome Giacomo/Giacobbe, dovute ad un diverso adattamento della forma latina Jacobus o Iacobus. L'origine è naturalmente la stessa, ossia il nome ebraico יַעֲקֹב (Ya'aqov), dal significato incerto (forse "Dio ha protetto" o forse "colui che prende per il tallone"). In Italia è diffuso prevalentemente in Toscana, Lombardia e Veneto.

## Onomastico
L'onomastico si può festeggiare lo stesso giorno di Giacobbe o Giacomo, oppure in memoria di tre beati che portano questo nome:
- 13 aprile, beato Jacopo (o Giacomo) da Certaldo, religioso[5]
- 13 luglio, beato Jacopo da Varazze, arcivescovo di Genova, autore della Legenda Aurea[5]
- 25 dicembre, beato Jacopone da Todi, religioso francescano e poeta[5]

## Persone

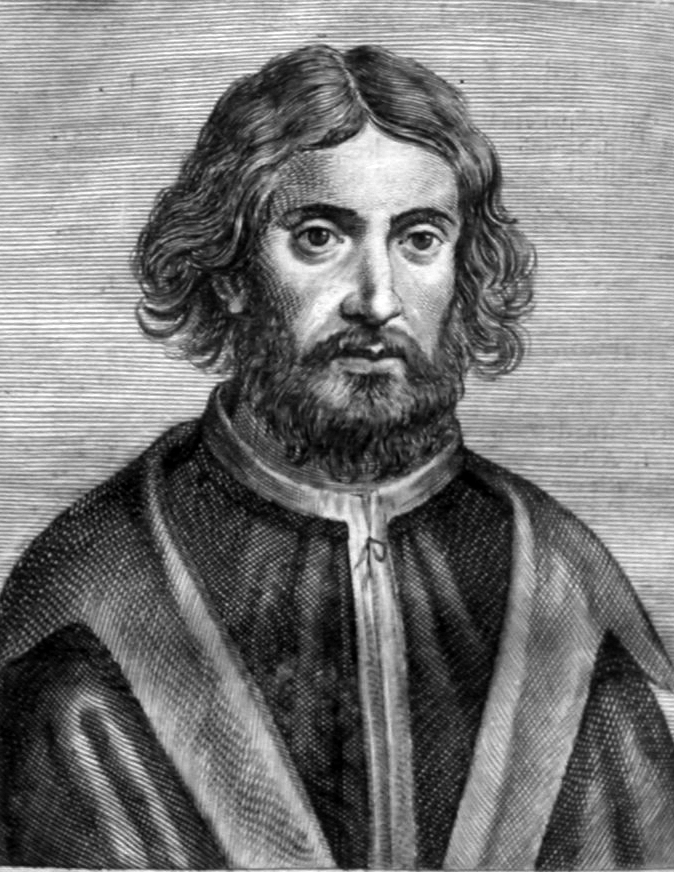
Jacopo Palma il Vecchio

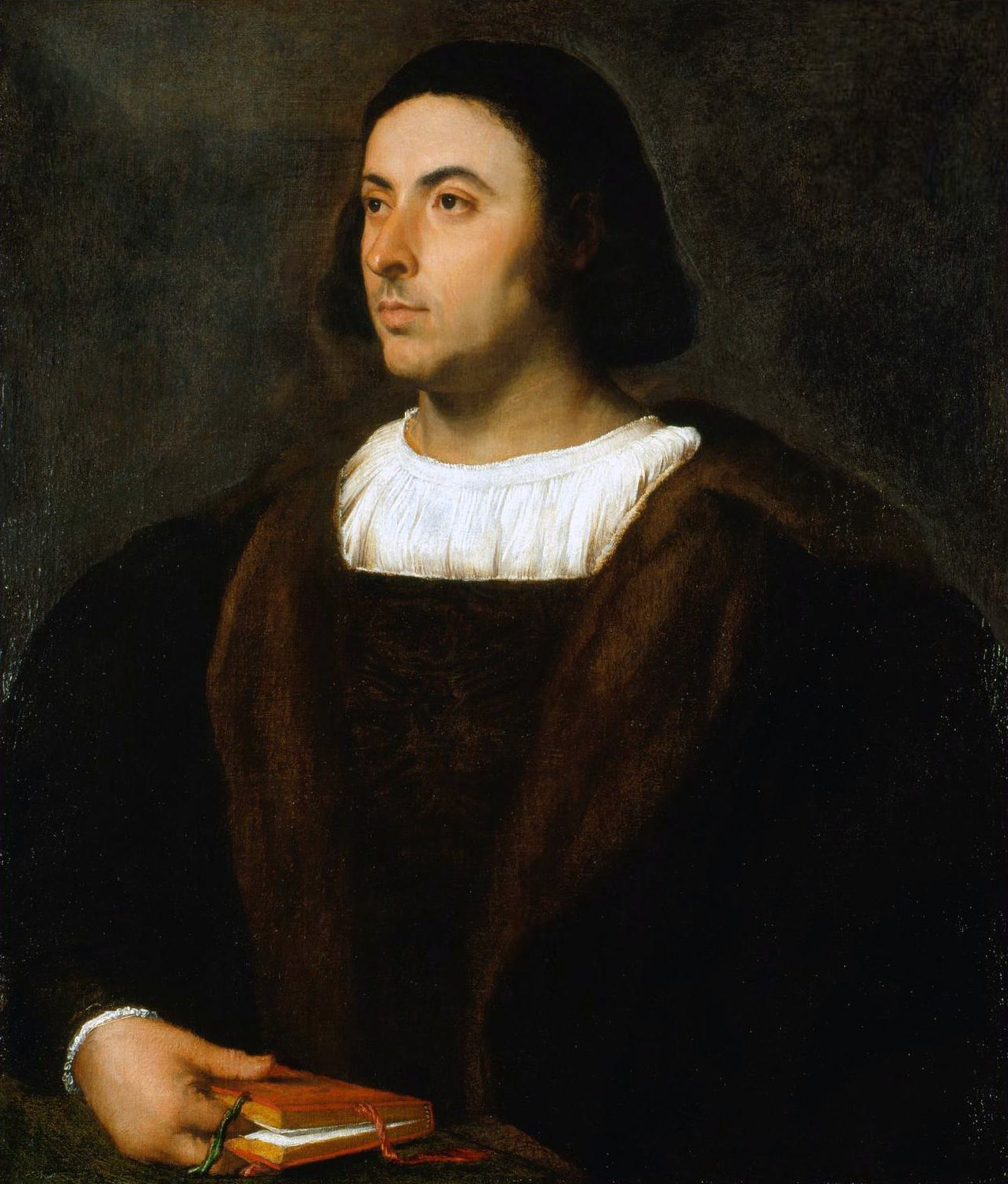
Jacopo Sannazaro

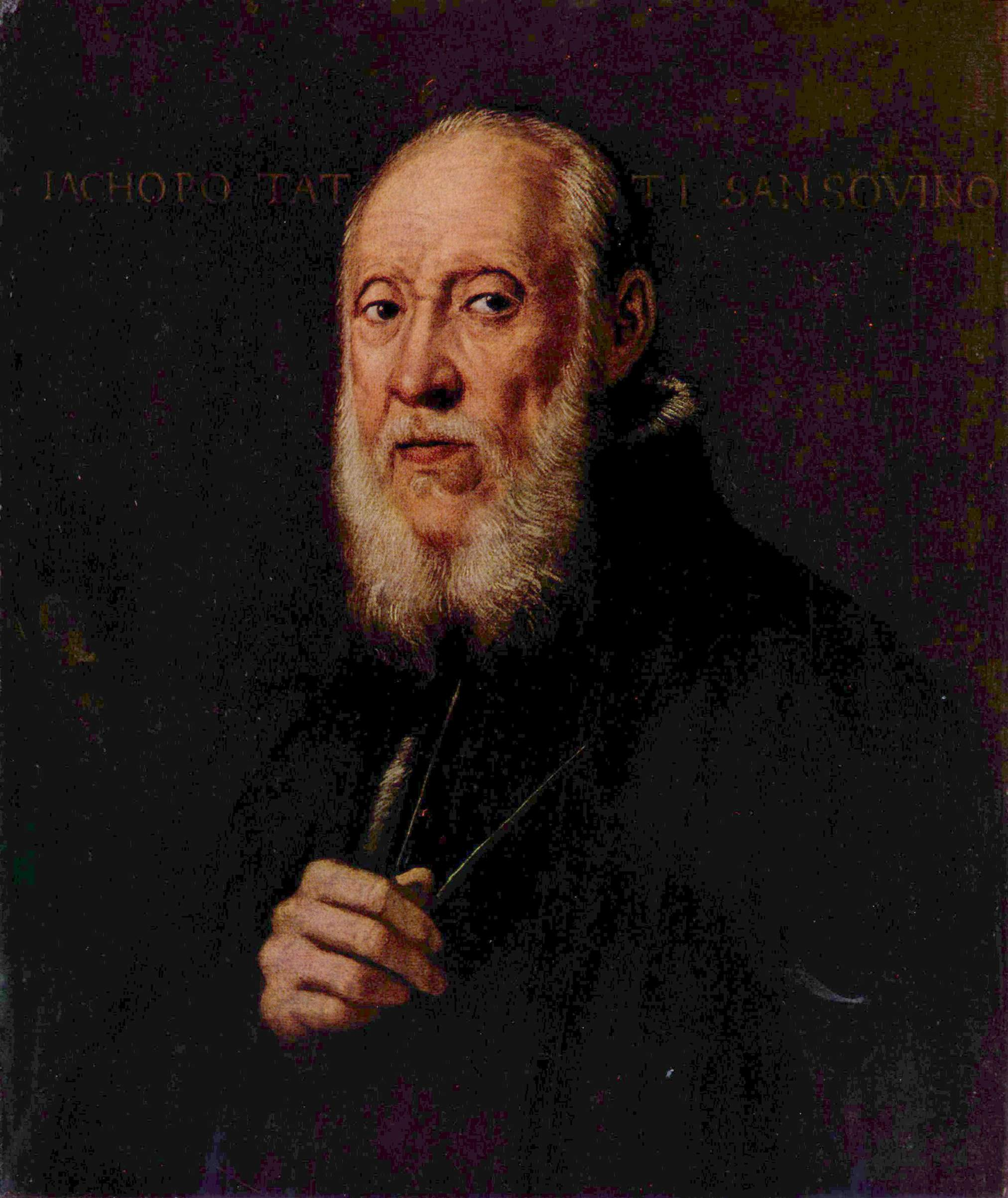
Jacopo Sansovino

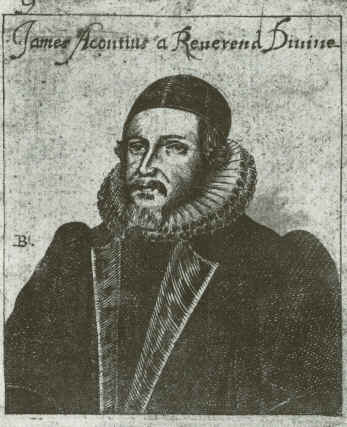
Iacopo Aconcio

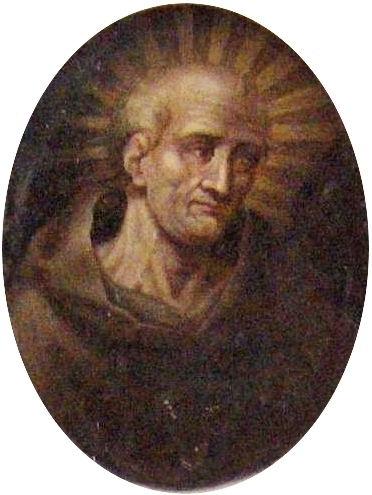
Jacopone da Todi

- Jacopo Alighieri, poeta italiano, ultimo figlio di Dante Alighieri
- Jacopo Amigoni, pittore italiano
- Jacopo Barozzi da Vignola, detto Il Vignola, architetto, teorico dell'architettura e trattatista italiano
- Jacopo Bassano, pittore italiano
- Jacopo Bellini, pittore italiano
- Jacopo Caponi detto Folchetto, giornalista e scrittore italiano
- Jacopo Carrucci, più noto come Pontormo, pittore italiano
- Jacopo Contarini, doge della Repubblica di Venezia
- Jacopo da Fivizzano, tipografo italiano
- Jacopo da Sant'Andrea, nobile italiano citato nella Divina Commedia
- Jacopo de' Barbari, pittore e incisore italiano
- Jacopo del Cassero, magistrato e condottiero italiano
- Jacopo del Sellaio, pittore italiano
- Jacopo della Quercia, scultore italiano
- Jacopo di Mino del Pellicciaio, pittore italiano
- Jacopo Ferretti, poeta e librettista italiano
- Jacopo Foroni, compositore e direttore d'orchestra italiano
- Jacopo Gasparini, diplomatico italiano
- Jacopo Morelli, religioso e bibliotecario italiano
- Jacopo Paladini, arcivescovo cattolico italiano
- Jacopo Palma il Vecchio, pittore italiano
- Jacopo Passavanti, religioso, scrittore e architetto italiano
- Jacopo Peri,  compositore, organista e tenore italiano
- Jacopo Robusti, conosciuto come il Tintoretto, pittore italiano
- Jacopo Sadoleto, cardinale, vescovo cattolico e umanista italiano
- Jacopo Sannazaro, poeta e umanista italiano
- Jacopo Sansovino, architetto e scultore italiano
- Jacopo Torriti, pittore mosaicista italiano
- Jacopo Vignali, pittore italiano
- Jacopo Zabarella, filosofo italiano

### Variante Iacopo
- Iacopo da Benevento, giurista e letterato italiano
- Iacopo da San Cassiano, umanista e matematico italiano
- Iacopo Aconcio, filosofo, giurista, teologo, riformatore religioso e ingegnere italiano
- Iacopo Badoer, politico, librettista e poeta italiano
- Iacopo Barsotti, matematico italiano
- Iacopo Jacomelli, cantante italiano
- Iacopo Venier, politico italiano
- Iacopo Vittorelli, poeta, librettista e letterato italiano

### Variante Jacopino
- Jacopino da Carrara, nobile italiano
- Jacopino da Tradate, scultore italiano
- Jacopino Badoer da Peraga, umanista e arcivescovo italiano
- Jacopino della Scala, mercante italiano
- Jacopino del Conte, pittore italiano
- Jacopino Scipioni, pittore italiano

### Altre varianti maschili
- Jacopone da Todi, religioso e poeta italiano
- Iacopino del Conte, pittore italiano

### Varianti femminili
- Iacopa degli Amidei, nobile italiana
- Jacopa de Settesoli, terziaria francescana italiana

## Il nome nelle arti
- Jacopo Ortis è il protagonista del romanzo epistolare di Ugo Foscolo Ultime lettere di Jacopo Ortis.
- Il protagonista del romanzo storico Una storia romantica di Antonio Scurati si chiama Jacopo Izzo Dominioni.